# آث وغليس

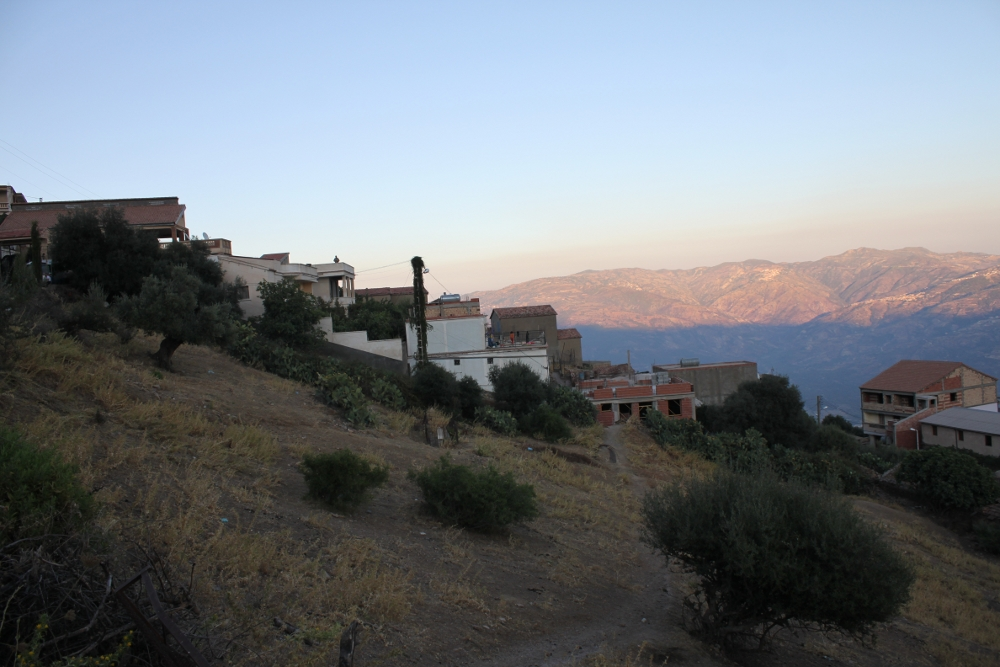
قرية تاسغا

منطقه الغليس أو المعميره والغليس، هو عرش أمازيغي من عروش زواوة بمنطقة جبلية في منطقة القبائل الصغرى بولاية بجاية شمال الجزائر.
تقع المنطقة على أطراف حوض وادي الصومام والمنحدرات الجنوبية لجبال أكفادو، وتشكل هذه المنطقة اليوم عدة بلديات وهي: بلدية سيدي عيش وبلديات شميني ولفلاي وسوق أوفلّا وطيبان وتينبدار، ويعرف العرش بعلمائه الكبار الذي أثرو الساحة العلمية في العالم الإسلامي، كما يعرف بزواياه القديمة ومعاهده القرآنية التي أخرجت العديد من أهل العلم والفضلاء لتصبح هذه المنطقة منارة العلم والعلماء في حوز بجاية عبر التاريخ، وكانت مقرا للأشراف والفضلاء، ومنهم على سبيل المثال العالم الفاضل الشيخ أبو زيد عبد الرحمن الوغليسي عالم بجاية وقاضيها المتوفي سنة 786 هجرية، والشيخ محمد بن إبراهيم الوغليسي المتوفي في القرن 7 هجري، ومنهم الشيخ طاهر الجزائري الحسني الوغليسي من أسرة شريفة حسنية من آث وغليس هاجرت إلى الشام ويعد أحد رواد النهضة في بلاد الشام المتوفي سنة 1339 هجرية.

## أصل التسمية
هناك عدة فرضيات حول أصل التسمية فهناك من يذهب إلى أن أصل التسمية يرجع إلى جد القبيلة المسمى وغليس وإليه سميت المنطقة. غير أن هناك فرضيات أخرى حول أصل التسمية ترجع الاسم إلى اشتقاق لفظي من مادة غلس الأمازيغية ومنها اغيلاس التي تعني الأسد أو النمر كناية على شدة أبناء القبيلة وشجاعتهم.

## الجغرافيا

### موقع المنطقة
تقع منطقة آيت وغليس على السفوح الجنوبية لجبال أكفادو من جبال جرجرة الشمالية يحدها من الغرب نهر أكفادوا وإغزر أموقران حيث عرش أوزلالقن، وشمال يحدها جبال أكفادو ووادي الرميلة حيث عرش آيت منصور.وتمتد أراضي المنطقة إلى عشرين كلم طولًا، ونحو عشرة أميال عرضا، وتعد سيدي عيش قلب عرش آيت وغليس.

خريطة توضح موقع عرش آيت وغليس ببجاية

### مدن وقرى عرش آيت وغليس
المناطق العمرانية الرئيسية في عرش آيت وغليس هي: أورير أوسامار (سوق أوفلّا)، بو ملال، لفلاي، طيبان، تيفرا، تيلوا لقاضي (سوق أوفلّا)، تينبدار، سيدي عيش.
وينقسم الإقليم إلى 6 بلديات ودائرتين تابعة لولاية بجاية:
- دائرة شميني: بها ثلاث بلديات شميني وطيبان وسوق أوفلّا.
- دائرة سيدي عيش: وتشمل ثلاث بلديات سيدي عيش وتينبدار ولفلاي.

هذه الأرض تشمل ستين قرية متوزعة على جبال المنطقة وهي:
- شميني (23 قرية بعدد سكاني قدره 17.220 نسمة): أغويني، آت شميني، آث أوراغ، آث ساولا، إغزر أوخروب، بوملال، إلماثن، جنان، إمعالون، لاربعا، لوتا، سمعون، سيدي حاج حساين، سيدي يحيى، ثاغراست، ثاغمونت، ثاخليجت، ثاقرابت، تازروت، تيجونان، ثيغيلت، تيحونا، تيسيرا.
- لفلاي: المهدي، آث داود، ايزراذ، باجو، تيسيرا، لابدونن، آث زادي، ثسكروين، بوملال.
- سوق أوفلة: أورير، تاسقا، أياتن، برقوق، تكريتز، عزيب إسماعيل نآث تساوطي، زونطار، تيلوالقاضي، آث أوبلعيد.
- طيبان: (9 قرى ب 5148 نسمة): آث شلطة، آث أوبلعيد، ماكسان، مزغوغ، تاقرابت، تيزي لرياف، ثيغلث ثاورغاث، طيبان.
- تينبدار: برماطو، اغير اعمر، تالوزرو، اروفلن، شفردو، سيدي موسى، ثادوكانت، ثالة نتغمونت، إيغوذان، تيرزراتين.

### معاهد وزوايا تعليم القرأن في اث وغليس
لقد عرف عرش أث وغليس مند القدم باحتواءه على معاهد وزوايا لتعليم القرأن الكريم وعلومه، ولقد ساهمت في إثراء الموروث الثقافي والديني للمنطقة التي ظلت منارة للعلم والمعرفة خلال عقود من الزمن. وهذه المعاهد هي:
- «زاوية سيدي أحمد زروق البرنسي» في سوق أوفلة،
- «زاوية سيدي الحاج أحساين» في سمعون،
- «زاوية سيدي يحي أوموسى»،
- «زاوية سيدي موسى»،
- «زاوية تاغراست» (إسحنونن) في أقبو.